# Diana Spencer (1710-1735)

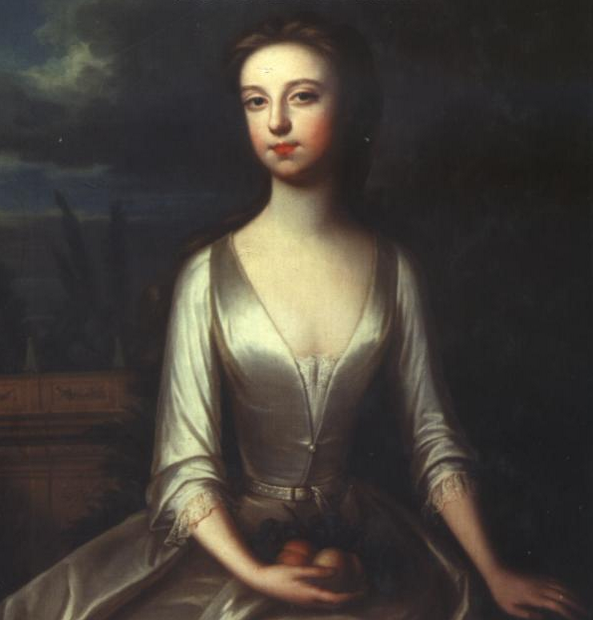
Diana Spencer-Churchill, duquesa de Bedford.

Diana Russell, duquesa de Bedford (Lady Diana Spencer; 31 de julio de 1710-27 de septiembre de 1735), era miembro de la Familia Spencer, principalmente recordada por un intento fallido de arreglar un matrimonio para ella con Federico Luis de Gales.
Huérfana a la edad de 6 años, lady Diana, conocida por su familia como querida pequeña Di, se unió a la familia de su rica y ambiciosa abuela materna, Sarah Churchill, duquesa de Marlborough. Ella era la nieta favorita de su abuela y la confidente más cercana. La duquesa de Marlborough, muy influyente, trató de organizar un matrimonio secreto entre lady Diana y Federico Luis, príncipe de Gales e hijo mayor y heredero del rey Jorge II. Cuando el primer ministro Robert Walpole frustró el plan, lady Diana se casó con lord John Russell, más tarde cuarto duque de Bedford. El único hijo de la pareja fue un hijo llamado John, cuyo nacimiento fue prematuro e inducido por un accidente de carruaje y que vivió por un día. Después de otro aborto involuntario, la duquesa de Bedford murió de tuberculosis a la edad de 25 años.
La descendiente de su hermano John, lady Diana Spencer, de igual nombre, se casó con el príncipe Carlos de Gales en 1981. 

## Primeros años
Diana Spencer nació en la influyente familia Spencer en Londres el 31 de julio de 1710. Era la segunda hija y menor de cinco hijos del estadista inglés Charles Spencer, tercer conde de Sunderland, y su segunda esposa, Anne Spencer, condesa de Sunderland (de soltera lady Anne Churchill). La condesa de Sunderland era la hija segunda pero políticamente más activa del soldado y estadista inglés John Churchill, primer duque de Marlborough. La madre de lady Sunderland, Sarah Churchill, duquesa de Marlborough, fue una de las mujeres más influyentes de la época debido a su estrecha amistad con Ana de Gran Bretaña, quien murió en 1714.
Tras la muerte de su madre el 29 de abril de 1716, el padre de Lady Diana se casó con Judith Tichborne, el 17 de diciembre de 1716. El matrimonio tuvo tres hijos que murieron en la infancia, y terminó con la muerte de lord Sunderland el 19 de abril de 1722.
El duque de Marlborough murió el 16 de junio del mismo año. Su viuda, ahora duquesa viuda de Marlborough, se había involucrado estrechamente con la educación de lady Diana y sus hermanos desde la muerte de lady Sunderland. La muerte del padre de los niños los dejó completamente al cuidado de la duquesa viuda.
Lady Diana creció hasta convertirse en una joven alta, rubia y atractiva, y sus contemporáneos la consideraron comprensiva y carismática.
Ella actuó como amanuense de su abuela, a quien le resultaba difícil escribir sus numerosas cartas debido a su gota. En 1723, su abuela la describió como teniendo «más sentido que nadie que conozco de mi sexo». Al crecer como vecina del compositor Georg Friedrich Händel, lady Diana ganó un interés de por vida en la ópera.

## Pretendientes y planes de boda real
Al final de su adolescencia, lady Diana estaba en lo más alto de la lista de novias elegibles de la alta sociedad, debido tanto a su agraciado aspecto como a su cercanía a la muy rica duquesa viuda de Marlborough. El duque de Somerset intentó conseguir su matrimonio para su nieto, el maestro Wyndham. El vizconde Weymouth y el conde de Shaftesbury también fueron pretendientes de lady Diana.
El conde de Chesterfield, de mediana edad, propuso el matrimonio escribiendo desde La Haya a la duquesa viuda el 14 de agosto de 1731: «La persona, el mérito y la familia de lady Diana Spencer son objetos, así que valioso que necesariamente deben haber... Causado muchas de estas aplicaciones de esta naturaleza a su gracia». La duquesa viuda, sin embargo, también lo rechazó. Esperar a un pretendiente adinerado con un título y tendencias políticas apropiadas casi resultó ser un gran error cuando lady Diana desarrolló linfadenitis cervical tuberculosa, lo que requirió que la duquesa viuda le pagara a un cirujano prominente para ocultar los rastros de la enfermedad desfigurante.
Lady Diana pasó sus primeros años en contacto cercano con los hijos del rey Jorge II a pesar de la relación inicialmente distante entre su abuela y su familia. En la década de 1730, la conexión entre la duquesa viuda de Marlborough y la familia del rey se hizo más fuerte que nunca. Empezaron a circular rumores de que la duquesa estaba planeando organizar un matrimonio entre su nieta favorita y el hijo mayor del rey mayor y heredero, Federico Luis de Gales. Se suponía que la ceremonia tendría lugar en secreto en la logia del Gran Parque de Windsor.
La duquesa viuda le ofreció al príncipe de Gales, enormemente endeudado, £ 100 000 a cambio de aceptar el partido. El primer ministro Robert Walpole, sin embargo, prefirió un partido europeo. Robert se enteró del plan a través de su "sistema de espionaje infalible" y evitó la unión, lo que llevó a un mayor deterioro de su relación con la duquesa viuda, que ya era su gran rival. La historia solo fue registrada décadas después, por el hijo de Walpole, Horacio.

## Matrimonio

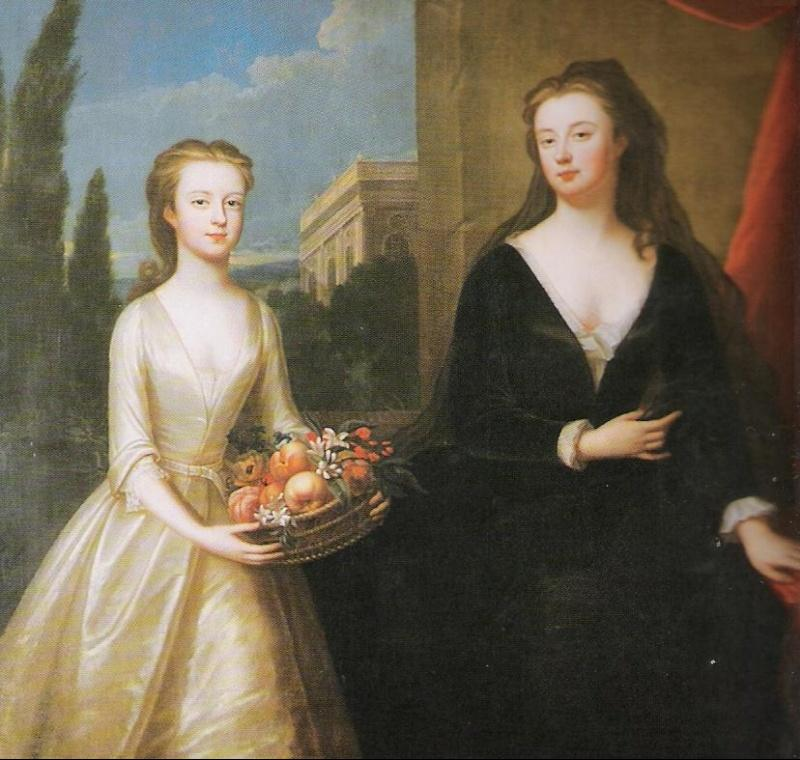
La duquesa viuda de Marlborough y Lady Diana Spencer, por Maria Verelst

Después de que el matrimonio real planeado no llegara a nada, la duquesa viuda finalmente se decidió por lord John Russell, de 21 años, hermano menor y heredero presuntivo del duque de Bedford. El matrimonio entre lady Diana y lord John se celebró el 11 de octubre de 1731. Ella trajo una dote de £ 30 000, con otras £ 100 000 prometidas como herencia por la muerte de su abuela.
La duquesa viuda probablemente esperaba y creía que su nieto finalmente  se convertiría en duque de Bedford, y lo hizo.
La noticia de la muerte de su cuñado aún no había llegado a Inglaterra cuando, a principios de noviembre, el carruaje donde era llevada la duquesa se desmoronó. 
El trauma indujo el nacimiento prematuro de un hijo llamado John, posiblemente en Cheam. Su bautismo se registró el 6 de noviembre, pero murió en un día y fue enterrado en Chenies el 11 de noviembre. Lord Hervey informó que se consideraba tan importante evitar que la duquesa se enterara de la muerte de su hijo «que después de una gran consulta (...) se determinó que se debía traer a un niño para reemplazar al difunto, hasta que fuera lo suficientemente fuerte como para escuchar la verdad y se les dijo que solo era un pretendiente».
El duque pronto se obsesionó con engendrar un heredero y se molestó profundamente cuando, pocos meses después del nacimiento de su hijo, el siguiente embarazo de la duquesa terminó en un aborto espontáneo. La duquesa se encontró reprochada por no cuidarse adecuadamente durante el embarazo. 
Aunque ya no vivían juntos, la abuela y la nieta todavía se veían con frecuencia e intercambiaban dos o tres cartas semanales cuando estaban separadas. La duquesa de Bedford seguía siendo la confidente más cercana de la duquesa viuda de Marlborough y se la mantenía informada sobre todos los asuntos familiares, incluidos los asuntos financieros.

## Muerte
En la primavera de 1735, la duquesa de Bedford comenzó a experimentar síntomas de lo que ella creía que era su tercer embarazo. Es incierto si sus náuseas matutinas eran resultado de un embarazo, pero pronto se hizo evidente que la duquesa había contraído tuberculosis. La enfermedad progresó rápidamente y la duquesa estaba perdiendo peso drásticamente. La duquesa viuda insistió en que su nieta fuera trasladada a Southampton House en Bloomsbury Square. Murió allí intestada el 27 de septiembre de 1735, a los 25 años y sin dejar descendencia.
La abuela, afligida, releyó y quemó todas las cartas de la duquesa, y acusó a su viudo de ser responsable de su muerte.
A pesar de su "desprecio por la piedad ostentosa" y "sus dudas religiosas", la duquesa viuda de Marlborough se postró en el piso de la casa de Marlborough en oración por la muerte de su nieta favorita. Ella se había distanció de todas sus hijas sobrevivientes. Lord Hervey, sin embargo, acusó a la duquesa viuda de preocuparse más por el regreso de las joyas de su nieta, que ella le exigió al duque incluso antes de que la duquesa fuera enterrada. El ataúd forrado de plomo de la duquesa de Bedford fue colocado en un carro de armas y llevado por las calles. Fue enterrada el 9 de octubre de 1735 en Chenies, Buckinghamshire. Su muerte eliminó el vínculo de su abuela con el duque de Bedford, lo que provocó una disminución considerable de la influencia de esta última.

## Legado
Wimbledon House, casa que la duquesa había heredado según el plan de su abuela, pasó a su hermano John, el otro nieto favorito. En 1961, el descendiente de su hermano John, el vizconde Althorp, se convirtió en el padre de una hija cuyo nombre no fue elegido hasta una semana después del nacimiento. La niña fue bautizada como Diana. A diferencia de su antepasado, Diana Spencer del siglo XX se casó con el príncipe de Gales en 1981. Diana murió con 36 años de edad en un trágico accidente en 1997, un año después de su divorcio. Victoria Massey, biógrafa de la anterior Lady Diana Spencer, observó las similitudes entre las vidas de las dos homónimas: cuando eran niñas, ambas vivían en Althorp y socializaban con la realeza; ambas crecieron sin una madre desde los seis años; ambas fueron propuestas como novias para un Príncipe de Gales; ambas tuvieron un accidente durante su primer embarazo; y ambas murieron inesperadamente a una edad temprana.